# Operación Alfa
La Operación Alfa (en italiano: Operazione Alfa; en serbocroata: Operacija Alfa, Операција Алфа) fue una ofensiva llevada a cabo a principios de octubre de 1942 por las fuerzas italianas, croatas y chetnik contra los partisanos dirigidos por los comunistas en la región de Prozor (hoy en Bosnia y Herzegovina)., entonces parte del estado títere croata, el Estado Independiente de Croacia (NDH). La operación no fue concluyente desde el punto de vista militar y, como consecuencia, las fuerzas chetnik llevaron a cabo matanzas masivas de civiles en la zona.
La operación fue organizada entre el Generale designato d'armata (General Interino) Mario Roatta, comandante del 2.º Ejército italiano, y el comandante chetnik (vaivoda) Ilija Trifunović-Birčanin con la aprobación del líder chetnik Draža Mihailović. Se llevó a cabo en coordinación con los alemanes e incluyó elementos de la Guardia Nacional Croata y la Fuerza Aérea croata. Enfrentados con armamento pesado y seriamente superados en número, los partisanos se retiraron y se retiraron de Prozor sin demasiada resistencia. Los chetniks bajo el mando de Dobroslav Jevđević y Petar Baćović masacraron entre 543 y 2.500 croatas y musulmanes, y destruyeron numerosas aldeas de la zona. Tras las protestas de las autoridades italianas y croatas, los chetniks fueron expulsados o reubicados. Las fuerzas italianas y del NDH siguieron la Operación Alfa con la Operación Beta, que se centró en capturar Livno y las localidades circundantes. Baćović fue asesinado por las fuerzas del NDH cerca del final de la guerra, mientras que Jevđević escapó a Italia y evitó ser procesado por el nuevo gobierno yugoslavo. Mihailović fue capturado por las autoridades comunistas después de la guerra, juzgado y declarado culpable por las acciones de los Chetnik en Prozor (entre otros cargos), y fue condenado a muerte y ejecutado.

## Antecedentes
El 6 de abril de 1941, las potencias del Eje invadieron el Reino de Yugoslavia, lo que provocó la capitulación del Real Ejército Yugoslavo el 17 de abril. Yugoslavia fue dividida y uno de los territorios se conformó en el estado títere de Croacia (en serbocroata: Nezavisna Država Hrvatska, NDH), que consistía en la actual Croacia y Bosnia y Herzegovina. El NDH estaba dividido por una línea de demarcación germano-italiana, conocida como la "Línea de Viena", con los alemanes ocupando las partes norte y noreste del NDH, y los italianos las partes sur y suroeste. El NDH implementó de inmediato políticas genocidas contra la población serbia, judía y romaní dentro de sus fronteras. La primera resistencia armada consistió en dos facciones que cooperaron, los partisanos dirigidos por los comunistas y los chetniks, que estaban dirigidos en su mayoría por oficiales serbo-chovinistas del derrotado Real Ejército Yugoslavo. Sin embargo, los chetniks, en su búsqueda de una Gran Serbia étnicamente pura, pronto adoptaron una política de colaboración y cooperaron "extensa y sistemáticamente" con las fuerzas italianas. En julio y agosto de 1942, bajo la protección proporcionada por los italianos, los chetniks limpiaron étnicamente a fondo el este de Herzegovina de croatas y musulmanes.
En septiembre de 1942, los chetniks, sabiendo que no podían derrotar a los partisanos ellos solos, intentaron persuadir a los italianos para que llevaran a cabo una operación significativa dentro de su zona de ocupación. Los días 10 y 21 de septiembre, el vaivoda chetnik Ilija Trifunović-Birčanin se reunió con el Generale designato d'armata Mario Roatta, comandante del 2.º Ejército italiano. Informó a Roatta de que no estaba bajo el mando de Draža Mihailović, pero que había visto a Mihailović en Avtovac el 21 de julio y que tenía su aprobación para colaborar con los italianos. Trifunović-Birčanin instó a Roatta a actuar "lo antes posible" en una gran operación contra los partisanos en el área de Prozor-Livno. A cambio, Trifunović-Birčanin ofreció apoyo en forma de 7.500 chetniks, con la condición de que se les proporcionaran las armas y los suministros necesarios. Roatta proporcionó "algunas armas y promesas de acción" en respuesta a las demandas de Trifunović-Birčanin. Mihailović más tarde felicitó a Trifunović-Birčanin por su conducta y "alta comprensión de la línea nacional [serbia]" en estos arreglos.

## Cronología

### Preludio
A principios de octubre, los italianos lanzaron la operación contra los partisanos ubicados al noroeste de la parte media del río Neretva. Participaron elementos de la 18.ª División de Infantería Messina, comandada por el maggior generale (mayor general) Guglielmo Spicacci, formada por el 29.º Batallón del 4.º Regimiento Bersaglieri y el 2.º Batallón del 94.º Regimiento. Entre 3.000 y 5.500 chetniks participaron en la operación bajo el mando de Dobroslav Jevđević y Petar Baćović. Fuentes partidistas informaron de la participación de 4.000 soldados del VI Cuerpo de Ejército italiano y 5.000 chetniks de los Cuerpos de Trebinje, Nevesinje y Romanija. Las unidades del NDH involucradas incluyeron el 7.° Regimiento de Infantería, bajo el mando del coronel Sulejman beg Filipović, y el 15.° Regimiento de Infantería, bajo el mando del coronel Josip Kopačin, así como la Fuerza Aérea de Croacia.
La operación fue coordinada con las fuerzas armadas alemanas y del NDH ubicadas cerca del territorio controlado por los partisanos en dirección a Bania Luka. Los chetniks llegaron en trenes desde Dubrovnik y Metković y en camiones italianos desde Nevesinje. El 2 y 3 de octubre llegaron a Mostar y se marcharon el 3 de octubre. El mismo día, mataron a un aldeano y cometieron saqueos masivos en el pueblo de Raška Gora, a 10 kilómetros al norte de Mostar. En la aldea de Gorani, a 7 kilómetros al suroeste de Mostar, tres aldeanos fueron asesinados y, como en otros lugares, llevaron a cabo saqueos e incendios. Al día siguiente estaban en Drežnica, donde Jevđević pronunció un discurso en el que decía que "el principal enemigo de los serbios son los partisanos, luego los Ustaše. Deben ser destruidos sin piedad y dejar en paz al otro". Posteriormente, los chetniks mataron entre 62 y 142 personas, saquearon y quemaron edificios en la ciudad.

### La operación
Los días 4 y 5 de octubre, los chetniks cruzaron el río Neretva en Konjic y se dirigieron, al igual que los italianos, hacia Prozor, Šćit, Gornji Vakuf, Donji Vakuf, y luego a Bugojno, Komar y Travnik, donde se encuentran las oficinas centrales del quinto montenegrino y el Se situaron las décimas brigadas partisanas de Herzegovina. La ofensiva se lanzó desde tres direcciones con artillería ligera y pesada y una gran cantidad de tanques y camiones convergiendo. Tres batallones de la 10.ª Brigada Herzegovina, comandada por Vlado Šegrt, tenían la intención de reunirse cerca de Prozor, pero se retiraron y escaparon el 6 de octubre antes de la llegada de las fuerzas italo-chetnik. Los batallones partisanos estimaron que se acercaban entre 1.200 y 1.500 soldados del ejército italiano y entre 3.000 y 3.500 chetniks, mientras que tenían un poco más de 300 hombres, una proporción de aproximadamente 1:15.
Del 7 al 8 de octubre, los italianos bombardearon Prozor con artillería y aviones y entraron en la ciudad el 8 de octubre. El mismo día, Mihailović informó a sus comandantes en Herzegovina que "ahora es el momento definitivo para acabar con los comunistas" y ser lo más tácticos posible con los musulmanes y croatas. La naturaleza de estas tácticas requería que los musulmanes "sólo organizarnos bajo el mando de nuestros líderes militares [Chetnik] y en nuestra lucha contra los ustasis y los comunistas con total lealtad a la población serbia para reparar el vergonzoso papel que han desempeñado desde la capitulación de Yugoslavia hasta hoy". También pidió a los musulmanes que "participen en la liquidación de aquellos musulmanes que todavía hoy trabajan contra el pueblo serbio". En cuanto a los croatas: "qué será de las fronteras de la unidad croata y qué derechos tendrán los croatas en el nuevo estado del futuro dependerá únicamente de ellos". Explicó que "si continúan inactivos, no habrá fuerza que pueda protegerlos de la retribución del pueblo serbio, así que que se guíen de acuerdo con eso" y anunció que tras la "liquidación de los comunistas, podrán liquidar la Ustaša".
Los días 14 y 15 de octubre, los chetniks, actuando por su cuenta, masacraron a más de quinientos croatas y musulmanes y quemaron numerosas aldeas en el proceso de la operación bajo la sospecha de que "albergaban y ayudaban a los partisanos". Según el historiador Jozo Tomasevich, los datos incompletos muestran que 543 civiles fueron masacrados. Al menos 656 víctimas son conocidas por su nombre, mientras que otra fuente dice que alrededor de 848 personas, principalmente "niños, mujeres y ancianos", fueron asesinadas. El historiador Ivo Goldstein estima que 1.500 fueron masacrados en total y atribuye la discrepancia "debido al hecho de que las estimaciones se refieren a diferentes territorios". Los historiadores Antun Miletić y Vladimir Dedijer sitúan la cifra de muertos en 2.500.

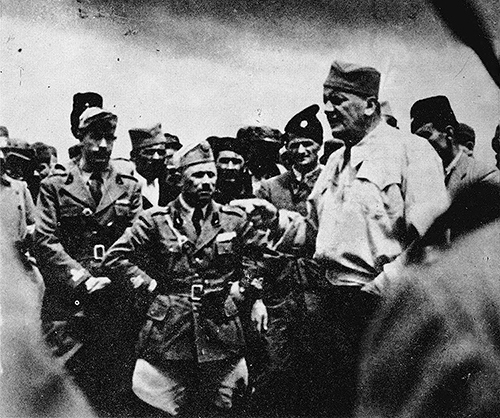
Dobroslav Jevđević (de blanco) dirigió una parte de la fuerza chetnik que participó en la Operación Alfa.

En los días siguientes, alrededor de 2.000 chetniks se encontraban en el distrito de Prozor. Según fuentes partisanas, se trasladaron al sureste hasta el río Neretva y Mostar a petición de los oficiales italianos. Fuentes partidistas afirman que esto se hizo porque las atrocidades de los Chetnik e Italia provocaron un gran resentimiento en la población local, especialmente en la Guardia Nacional Croata, que se sintió obligada a intervenir militarmente en tales casos. Los comandantes chetnik argumentaron que este movimiento fue iniciado por los alemanes para evitar que los Chetniks se dirigieran al oeste hacia el monte Dinara.
Después de las matanzas, el líder musulmán chetnik Ismet Popovac llegó a la ciudad para consolar a la población local y aconsejar a los chetniks que no cometieran más atrocidades. También intentó convencer a los musulmanes locales para que se unieran a las filas de los Chetnik, pero no tuvo éxito debido al alcance de las atrocidades de los Chetniks contra la población musulmana.
El 23 de octubre, Baćović informó a Mihailović que "en la operación de Prozor masacramos a más de 2.000 croatas y musulmanes. Nuestros soldados regresaron entusiasmados". Borba, un periódico partisano, también informó que unos 2.000 fueron "asesinados por los chetniks en las aldeas croatas y musulmanas de Prozor, Konjic y Vakuf". El informe también menciona que "los distritos de Prozor y Konjic tienen cientos de mujeres y niños masacrados y asesinados, así como casas quemadas".

## Consecuencias
Roatta se opuso a las matanzas masivas y dijo que el apoyo italiano se detendría si no cesaban. Pidió que "se informe al comandante Trifunović de que si no se detiene inmediatamente la violencia de los Chetniks contra la población croata y musulmana, dejaremos de suministrar alimentos y salarios diarios a aquellas formaciones cuyos miembros son los perpetradores de la violencia. Si esta situación criminal continúa, más se tomarán medidas severas". La masacre molestó al gobierno del NDH, que obligó a los italianos a obligar a los chetniks a retirarse. Algunas fuerzas fueron descargadas, mientras que otras fueron reubicadas para unirse a las fuerzas de Momčilo Đujić en el norte de Dalmacia. La Operación Beta siguió más tarde en el mismo mes en el que las fuerzas italianas y del NDH capturaron Livno y las localidades circundantes.
Después de la guerra se dictaron cargos contra Jevđević en Sarajevo. Acusó que bajo su mando en "la primera quincena de octubre de 1942 en Prozor y sus alrededores [italianos y chetniks] masacraron y mataron a 1.716 personas de ambos sexos, naciones croatas y musulmanas, y saquearon y quemaron unas 500 casas". Un mes después de la masacre, Jevđević y Baćović escribieron un informe autocrítico sobre Prozor a Mihailović para distanciarse de la responsabilidad. Jevđević huyó a Italia al final de la guerra, donde las autoridades militares aliadas lo arrestaron y detuvieron en un campo. Ignoraron la solicitud de extradición de Yugoslavia y lo dejaron en libertad. Evitó el juicio y murió en Roma en 1962. Baćović fue asesinado por la Ustaše en 1945 y tampoco fue llevado a juicio.
Mihailović fue acusado y en 1946 el Tribunal Supremo de Yugoslavia lo declaró culpable de liderar un movimiento "que cometió numerosos crímenes de guerra contra el pueblo" que, entre otras cosas, en "octubre de 1942, bajo el liderazgo de Petar Baćović junto con los italianos, mató en las cercanías de Prozor unos 2.500 musulmanes y croatas, entre los que se encontraban mujeres, niños y ancianos, y quemaron un gran número de aldeas". Fue condenado a muerte y ejecutado.